# Repubblica Centrafricana ai Giochi della XXV Olimpiade
La Repubblica Centrafricana partecipò ai Giochi della XXV Olimpiade, svoltisi a Barcellona, Spagna, dal 25 luglio al 9 agosto 1992, con una delegazione di 15 atleti impegnati in tre discipline.